# Oryctanthus pedunculatus
Oryctanthus pedunculatus là một loài thực vật có hoa trong họ Loranthaceae. Loài này được (Kuijt) Rizzini mô tả khoa học đầu tiên năm 1982.